# Шиповичи
Шипо́вичи (бел. Шыповічы) — деревня в Кобринском районе Брестской области Белоруссии. Входит в состав Батчинского сельсовета.
По данным на 1 января 2016 года население составило 153 человека в 53 домохозяйствах.

## География
Деревня расположена в 12 км к северо-западу от города и станции Кобрин, 5 км к юго-востоку от остановочного пункта Столпы, в 2,5 км на север от остановочного пункта Черевачицы и в 50 км к востоку от Бреста, у автодороги Р104 Кобрин-Жабинка.
На 2012 год площадь населённого пункта составила 0,87 км² (87 га).

## История
Населённый пункт известен с XVI века. В разное время население составляло:
- 1999 год: 64 хозяйства, 179 человек;
- 2005 год: 63 хозяйства, 163 человека;
- 2009 год: 144 человека;
- 2016 год[2]: 53 хозяйства, 153 человека;
- 2019 год[1]: 156 человек.